# Longetia
Longetia é um género botânico pertencente à família Picrodendraceae.